# John S. Pillsbury
John Sargent Pillsbury, född 29 juli 1827 i Sutton, New Hampshire, död 18 oktober 1901 i Minneapolis, Minnesota, var en amerikansk affärsman och republikansk politiker. Han var Minnesotas guvernör 1876–1882. Han grundade företaget Pillsbury Company tillsammans med brorsonen Charles Alfred Pillsbury.
Pillsbury flyttade 1855 till St. Anthony (senare stadsdel i Minneapolis). År 1856 gifte han sig med Mahala Fisk. År 1862 blev han invald i Minnesotas senat med omval 1864, 1866, 1868, 1870, 1872 och 1874. De nedskärningar han föreslog till University of Minnesotas budget som ledamot av Minnesotas senat räddade universitetet från konkurs. Därför kallas han "Father of the University". Senare tjänstgjorde han som ordförande för universitetsstyrelsen. År 1889 invigdes en ny universitetsbyggnad, Pillsbury Hall, som döptes efter John S. Pillsbury. På universitetets campusområde avtäcktes år 1900 en staty som föreställer Pillsbury.
Med Charles Smith som kompanjon byggde Pillsbury 1878 ett spannmålsmagasin och öppnade en brädgård och en järnaffär i Herman, Minnesota. Under namnet C. A. Smith & Co. utvidgades affärsrörelsen och omfattade även försäljning av lantbruksmaskiner. 
Företaget C.A. Pillsbury Mill Company som Pillsbury var med om att grunda blev störst i världen inom kvarnbranschen. Bolaget som senare kallades Pillsbury Company köptes upp av General Mills 2001.
Pillsbury efterträdde 1876 Cushman K. Davis som Minnesotas guvernör och efterträddes 1882 av Lucius Frederick Hubbard.
Pillsbury avled 1901 och gravsattes på Lakewood Cemetery i Minneapolis.